# Daiana Fernández Molero
Daiana Fernández Molero (Buenos Aires, Argentina; 4 de octubre de 1985) es una economista y política argentina del partido Propuesta Republicana. Es Diputada de la Nación Argentina por la Ciudad de Buenos Aires desde 2023.

## Biografía
Fernández Molero se licenció de Economía en la Universidad Torcuato Di Tella, además estudió en la 
Universidad de Georgetown y en la Escuela Harvard Kennedy.
Tras trabajar en el sector privado, entre 2016 y 2018 fue Jefa de Asesores de la Secretaria de Comercio de la Nación en el Ministerio de Producción y Trabajo, así como Subsecretaria de Programación Microeconómica en el Ministerio de Hacienda.
En las Elecciones legislativas de 2023 fue electa Diputada de la Nación Argentina por la Ciudad de Buenos Aires, en la lista Juntos por el Cambio.

## Historial electoral
| Año  | Candidatura                                      | Partido/Coalición                          | Elección     | votos   | Porcentaje       | Resultado                |
| ---- | ------------------------------------------------ | ------------------------------------------ | ------------ | ------- | ---------------- | ------------------------ |
| 2023 | Diputado de la Nación por Ciudad de Buenos Aires | Propuesta Republicana/Juntos por el Cambio | Legislativas | 782.984 | \| \| 42,61 % \| | Electo (2do lugar lista) |
|      | 42,61 %                                          |                                            |              |         |                  |                          |